# Лопатино (село, Лямбірський район)
Лопа́тино (рос. Лопатино, ерз. Лопатино) — село у складі Лямбірського району Мордовії, Росія. Входить до складу Саловського сільського поселення.

## Населення
Населення — 392 особи (2010; 395 у 2002).
Національний склад (станом на 2002 рік):
- росіяни — 53 %
- мокшани — 28 %